# Fiódor Bogatyrchuk
Fiódor Parfiónovich (o Parfiénevich) Bogatyrchuk (también Bogatirchuk , Bohatyrchuk, Bohatirchuk , Bogatyrtschuk; en ucraniano: Федір Парфенович Богатирчук, Fédir Parfénovich Bogatyrchuk, en ruso: Фёдор Парфёнович/Парфеньевич Богатырчук) (14 de noviembre de 1892 en Kiev, Imperio Ruso - 4 de septiembre de 1984 en Ottawa, Canadá) fue un ajedrecista con nacionalidad ucraniana y canadiense, Maestro Internacional de ajedrez , y también en el ajedrez por correspondencia. También fue doctor en Medicina (radiólogo), político activista y escritor de ajedrez. En 1926, Bohatyrchuk escribió el primer libro de ajedrez de Ucrania: "Шахи" (Shaji, Ajedrez).

## Biografía
Bohatyrchuk completó sus estudios de secundaria en 1912, y entró en la Universidad de Kiev en ese año para estudiar Medicina. Durante la Guerra civil rusa, fue contratado por un hospital militar, y fue profesor de anatomía en el Instituto de Educación Física y Deporte en Kiev.
Como radiólogo y médico, Bohatyrchuk fue trasladado en 1940 a un centro de investigación médica alemana en Kiev cuando esta ciudad cayó en manos de los nazis en septiembre de 1941. Durante la Segunda Guerra Mundial, fue jefe de la Cruz Roja ucraniana y del Instituto de Medicina Experimental. Mientras trabajaba con la Cruz Roja , Bohatyrchuk hizo mucho para ayudar a los prisioneros de guerra soviéticos, que permanecieron en los campos alemanes en condiciones extremadamente duras. Estas actividades irritaban a los alemanes, y en febrero de 1942 Bohatyrchuk fue arrestado y pasó un mes en un centro de detención de la Gestapo en Kiev. También existe información de que, mientras trabajaba en el Instituto de Medicina Experimental, Bohatyrchuk proporcionó ayuda a una empleada judío (una hermana del ajedrecista Boris Ratner), con lo que la salvó de la ejecución o deportación. En una etapa posterior de la guerra, sin embargo, Bohatyrchuk se convirtió en un colaborador de los nazis. Cuando el ejército soviético desalojó a los alemanes de Kiev, Bohatyrchuk, junto con su familia, emigró a Cracovia y a continuación a Praga, en 1944. Allí se unió al Comité por la Libertad de los Pueblos de Rusia (Ejército Ruso de Liberación, organización paramilitar encabezada por el general ruso colaboracionista con los nazis Andréi Vlásov. Las tropas de Vlásov participaron en las hostilidades, del lado alemán. Bohatyrchuk fue también el líder del Consejo Nacional de Ucrania (Ukrainska Narodna Rada), otro proyecto patrocinado por los nazis. Como resultado de estas actividades, Bohatyrchuk fue declarado "persona non grata" en el Ajedrez soviético hasta la defección de Víktor Korchnói. Los soviéticos eliminaron muchos de sus resultados de los registros oficiales, pero muchos de ellos fueron recuperados posteriormente mediante fuentes externas.
Después del final de la Segunda Guerra Mundial, los Estados Unidos, el Reino Unido y Canadá optaron por dar asilo a numerosos colaboradores nazis de la Europa Oriental. Canadá se convirtió en un refugio seguro para muchos colaboradores ucranianos. Estas políticas fueron dictadas por las exigencias de la Guerra Fría, básicamente con la esperanza de utilizar algunas de estas personas en caso de que la Guerra Fría derivase en una situación más extrema. Además, muchos de los inmigrantes habían avanzado en el conocimiento científico, que era de interés para las potencias occidentales.
Estas políticas permitieron a Bohatyrchuk emigrar a Canadá en 1948, donde se convirtió en profesor de la Universidad de Ottawa, y el autor de muchos estudios científicos y libros de recolección. En el congreso de los federalistas ucranianos en Niagara Falls en 1952, fue elegido Presidente de la asociación de los demócratas ucranianos federalistas, y redactor jefe de los órganos de prensa últimos "Skhidnyak" y el "federalista demócrata". Es autor de numerosos artículos de periódicos y revistas sobre la historia del ODNR (Movimiento de Liberación de los Pueblos de Rusia), y libros como "My Life Path to Vlasov and Manifesto of Prague" (San Francisco, 1978) (en ruso: Мой жизненный путь к Власову и Пражскому Манифесту, Moy zhiznennyi put' k Vlasovu i Prazhskomu Manifestu). En sus publicaciones, nunca se disculpó por su colaboración con los nazis, y trató de exponer el "Movimiento Vlásov" simplemente como una alternativa al estalinismo.

## Trayectoria como ajedrecista
Siendo joven, Bohatyrchuk viajó a torneos de Ajedrez con el gran Mikhail Chigorin (1850-1908), que había perdido anteriormente el enfrentamiento por el Campeonato Mundial con Wilhelm Steinitz. Chigorin entrenó al joven jugador, e influyó en su estilo y aperturas.
En 1911, Bohatyrchuk ganó el Torneo de Kiev, por elante de Stefan Izbinsky y Yefim Bogoliubov, entre otros. En febrero de 1914, perdió una partida de exhibición contra José Raúl Capablanca en Kiev. En ese mismo año, fue 3.º en Kiev. En julio / agosto del mismo año, quedó 6.º-10.º décimo en Mannheim (19.º Kongresse des Deutschen Schachbundes, Congreso de la DSB , Hauptturnier A ). Bohatyrchuk, junto con otros 10 jugadores rusos en el Torneo de Mannheim, fue detenido e internado en Rastatt, Alemania, después de la declaración de guerra contra Rusia, que constituyó el comienzo de la Primera Guerra Mundial en septiembre de 1914. Bohatyrchuk y otros tres jugadores (Alexander Alekhine , Peter Petrovich Saburov y N. Koppelman) fueron liberados y se les permitió regresar a casa.
Bohatyrchuk participó en seis Campeonatos Nacionales de Ajedrez de la URSS : 1923, 1924, 1927, 1931, 1933 y 1934. En julio de 1923, fue 3.º-5.º en Petrogrado (San Petersburgo, Leningrado) en el segundo Campeonato de la URSS. En 1924, quedó 2.º, por detrás de Yakov Vilner, en Kiev (1.º Campeonato Nacional de Ucrania ). En agosto-septiembre de 1924, logró ser 3.º-4.º en Moscú (3.ª Campeonato de la URSS).
En diciembre de 1925, logró el puesto 11.º de 21 participantes en Moscú, en el primer Torneo Internacional celebrado en la capital soviética. El evento fue ganado por Yefim Bogoliubov , seguido de Emanuel Lasker, José Raúl Capablanca y Frank Marshall. Patrocinado por el gobierno soviético, contó con 11 de los 16 mejores jugadores del mundo del momento, con base en las calificaciones de estimadas en Chessmetrics. Bohatyrchuk logró como mejor marca histórica ELO 2628, según Chessmetrics.
En 1927, ganó en el Torneo de Kiev. En octubre de ese mismo año, venció junto con Peter Romanovsky en Moscú (5.º Campeonato Nacional de la URSS). En 1929, ganó de nuevo en Kiev.
En noviembre de 1931, fue 3.º-6.º en Moscú ( 7.º Campeonato Nacional de la URSS ), con una puntuación de 10/17, y victoria de Mikhail Botvinnik. En 1933, ganó el Cuadrangular celebrado en Moscú, con 4,5 / 6. En septiembre de 1933, fue 8.º en Leningrado (8.º Campeonato Nacional de la URSS), con 10.5/19, y nuevo triunfo de Botvinnik. En diciembre de 1934 / enero de 1935, logró ser 3.º-4.º en Leningrado (9.º Campeonato Nacional de la URSS), con 11.5/19, solo medio punto por detrás de los ganadores Grigory Levenfish e Ilya Rabinovich.
En marzo de 1935, quedó 16.º-17.º en Moscú ( 2.º Torneo Internacional ), con 8/19. El evento, que tuvo a ocho de los mejores del mundo del momento de un total de 18 jugadores, de acuerdo con Chessmetrics, fue ganado por Botvinnik y Salo Flohr, logrando Bohatyrchuk vencer a Mikhail Botvinnik en la partida que les enfrentó. Bohatyrchuk ha mencionado en su autobiografía (impresa en ruso en San Francisco en 1978) que justo después de esta partida, el jefe de la delegación soviética, el ministro de Justicia Nikolai Krylenko, se le acercó y le dijo: "¡Nunca le ganará a Botvinnik de nuevo!". Así fue, ya que Bohatyrchuk no volvió a jugar contra Botvinnik, quedando el balance entre ellos con una puntuación de +3 -0 =1 en contra de Botvinnik.
En marzo de 1936, fue 3.º en Kiev ( 8.º Campeonato Nacional de Ucrania ), con 11.5/17. En julio de 1937,  ganó en Kiev ( 9.º Campeonato Nacional de Ucrania ), con 12.5/17. En 1938, fue 2.º en Kiev, con 11/17, solo por detrás del ganador Vasily Panov, pero no jugó en el 11 º Campeonato de la URSS en 1939.
En febrero de 1944, fue 2.º, por detrás de Yefim Bogoliubov, en Radom ( 5.ª Torneo de Ajedrez del Gobierno General ). En la primavera de 1944, empató en su enfrentamiento contra Stepan Popel en Cracovia ( 2, 2 ). En mayo de 1944, Bohatyrchuk jugó una serie de entrenamiento de 8 partidas contra jugadores locales ( Čeněk Kottnauer, Ludek Pachman , Podgorny, Karel Prucha, etc ) en Praga ( +7 =1 -0 ).
Al final de la Segunda Guerra Mundial, con los ejércitos alemanes en retirada, Bohatyrchuk se mudó a una serie de ciudades como Berlín y Potsdam , y finalmente en 1945 terminó en la ciudad de Bayreuth, bajo control estadounidense. Durante un tiempo vivió en Munich , jugando en torneos con el nombre de Bogenhols ( Bogenko ), a fin de evitar la repatriación a la URSS.
En 1946, ganó el Torneo de Ratisbona (Memorial Klaus Junge), por delante de jugadores como Elmars Zemgalis y Wolfgang Unzicker, entre otros, con 7/9. En febrero de 1947, fue 3.º en Kirchheim unter Teck. En septiembre de 1947, quedó 4.º en Stuttgart.
Bohatyrchuk jugó en tres Campeonatos Nacionales de Ajedrez de Canadá. En 1949, fue 2.º en Arvida (el vencedor fue Maurice Fox ), con 7/9, por delante de Daniel Yanofsky, Frank Anderson y Povilas Vaitonis . En 1951, fue 3.º-4.º en Vancouver ( triunfo de Vaitonis ), con 8.5/12. En 1955, logró ser 3.º-5.º en Ottawa ( ganador, Frank Anderson, por delante de Daniel Yanofsky ). Bohatyrchuk también representó a Canadá en la 11.ª Olimpíada de Ajedrez en Ámsterdam en 1954 (+7 =3 -5). En 1954 la FIDE le concedió el título de Maestro Internacional. Sus logros anteriores, sobre todo en Campeonatos Nacionales de la URSS, los cuales pudieron ser méritos suficientes para haberle concedido el título de Gran Maestro, pero los soviéticos bloquearon su nombramiento por razones políticas. Con setenta años inició partidas de Ajedrez por correspondencia, convirtiéndose en Campeón canadiense Ajedrez por correspondencia ( 1963, 1964 ) y que juega como primer tablero en nombre de Canadá en la Olimpiada de Ajedrez de Correspondencia ( 1962-1965 ). En 1967 fue finalmente nombrado por la ICCF (Federación Internacional de Ajedrez por Correspondencia Maestro Internacional en esta modalidad. Bohatyrchuk se mantuvo activo en el Ajedrez jugando con ajedrecistas de Ottawa cumplidos los 80 años, y jugó Ajedrez por correspondencia hasta los 85 años.
Mientras vivía en Ottawa, Bohatyrchuk ayudó en su desarrollo al joven Lawrence Day (nacido en 1949), quien se convirtió en un Maestro Internacional de la FIDE en 1972, y que pasó a representar a Canadá en 13 ocasiones en Olimpiadas de Ajedrez, todo un récord. Su estilo ajedrecístico se vio influenciado significativamente por Bohatyrchuk.

## Partidas más destacadas
- Alexander Ilyin-Zhenevsky vs Fedor Parfenovich Bohatirchuk, Moscú 1924, 3.º Campeonato Nacional de la URSS, Defensa Ruy Lopez, Defensa Old Steinitz, C62, 0-1
- Fedor Parfenovich Bohatirchuk vs Mikhail Botvinnik, Moscú 1927, 5.º Campeonato Nacional de la URSS, Defensa francesaFrench Defense, Winawer, variante del avance, C17, 1-0
- Fedor Parfenovich Bohatirchuk vs Mikhail Botvinnik, Leningrado 1933, 8.º Campeonato Nacional de la URSS, Defensa Siciliana, Variante del Dragón 6.Ae3, B72, 1-0
- Vsevolod Rauzer vs Fedor Parfenovich Bohatirchuk, Leningrado 1934, 9.º Campeonato Nacional de la URSS, Defensa Ruy Lopez, Defensa Steinitz moderna, VAriante Fianchetto ( Bronstein ), C76, 0-1
- Fedor Parfenovich Bohatirchuk vs Mikhail Botvinnik, Moscú 1935, Apertura de los cuatro caballos, Doble Ruy Lopez C49, 1-0
- Ludek Pachman vs Fedor Bohatirchuk, Praga 1944, Defensa siciliana, B95, 0-1
- Elmars Zemgalis vs Fedor Parfenovich Bohatirchuk, Ratisbona 1946, Memorial Klaus Junge, Siciliana, ataque Grand Prix y Gambito Smith-Morra, incluyendo la Trampa Siberiana, A21, 0-1
- Povilas Vaitonis vs Fedor Parfenovich Bohatirchuk, Campeonato de Canadá, Arvida 1949, Defensa Grünfeld con 5.Af4 O-O 6.e3, D93, 0-1
- Fedor Parfenovich Bohatirchuk vs Frank Ross Anderson, Campeonato de Canadá, Vancouver 1951, Apertura Bird, con 1...d5, A03, 1-0
- Fedor Parfenovich Bohatirchuk vs Federico Norcia, Ámsterdam 1954, 11.º Olimpiada de Ajedrez, Defensa Ruy Lopez, Defensa clásica ( Cordel ), C64, 1-0